# Wulong (socken i Kina, Henan, lat 33,23, long 114,36)
Wulong (kinesiska: 五龙, 五龙乡) är en socken i Kina. Den ligger i provinsen Henan, i den centrala delen av landet, omkring 180 kilometer söder om provinshuvudstaden Zhengzhou. Antalet invånare är 20 658. Befolkningen består av 10 570 kvinnor och 10 088 män. Barn under 15 år utgör 26,0 %, vuxna 15-64 år 63 %, och äldre över 65 år 10,0 %.
Genomsnittlig årsnederbörd är 984 millimeter. Den regnigaste månaden är augusti, med i genomsnitt 180 mm nederbörd, och den torraste är januari, med 10 mm nederbörd.